# 生活的颤音
《生活的颤音》是1979年上映的中国音乐剧情片，由西安电影制片厂制作，吴天明、滕文骥执导，滕文骥编剧，史钟麒、冷眉、项茔主演，讲述一对恋人郑长河和徐珊珊在1976年清明节前后的经历，再现了四五运动的历史事实。